# شهر شاهی (شوش)
شهر شاهی، شهری مربوط به دوره عیلامیان - دوره هخامنشی است و در شوش، خیابان طالقانی واقع شده و این اثر در تاریخ ۱۰ مهر ۱۳۸۰ با شمارهٔ ثبت ۳۹۸۲ به‌عنوان یکی از آثار ملی ایران به ثبت رسیده‌است.